# Fresenhof (Lied)
Fresenhof (Plattdeutsch für Friesenhof) ist ein Lied des deutschen Liedermachers Knut Kiesewetter aus dem Jahr 1976 und einer seiner größten Erfolge. Wegen seines in Plattdeutsch verfassten Textes gehört es zu den niederdeutschen Liedern, die zu Beginn der 1970er Jahre eine Renaissance in Deutschland erlebten.

## Inhalt

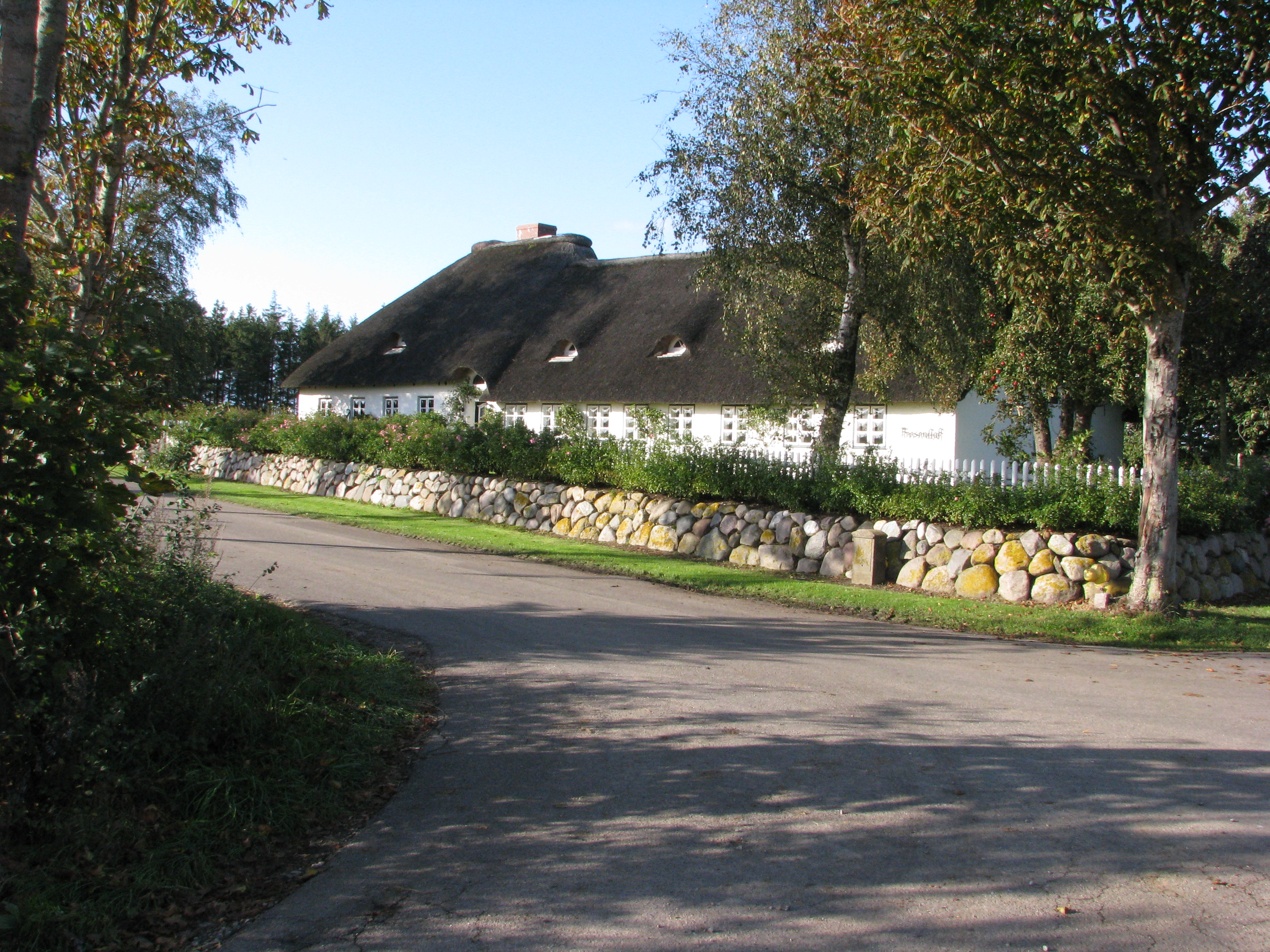
Kiesewetters Fresenhof in Bohmstedt nahe Husum, auf dem er lange Jahre lebte und der dem Lied seinen Titel gab.

Das Lied beschreibt den einsetzenden Herbst in Nordfriesland, mit Regen (Wenn de Regen vun’t Reitdach dröppt – Wenn der Regen vom Reetdach tropft), Sturm (Wenn de Storm över’t Feld geiht – Wenn der Sturm über’s Feld geht) und allmählich länger andauernder Dunkelheit (Dat de Dag köder ward un de Nach de duert lang – Dass der Tag kürzer wird, und die Nacht, die dauert lang) sowie dem näher Zusammenrücken von Freunden und Nachbarn (Denn de Nabers sünd disse Tied ok nich geern alleen – Denn die Nachbarn sind in dieser Zeit auch nicht gern allein) in dieser Jahreszeit. Das Lied endet mit der Zeile Denn ward dat Harvs, op uns Fresenhof. – Dann wird es Herbst auf unserem Friesenhof.
Fresenhof gehört zu Kiesewetters bekanntesten Werken und wurde 1976 auf seiner meistverkauften LP Leeder vun mien Fresenhof (Lieder von meinem Friesenhof) veröffentlicht.
2015 veröffentlichte die Band Santiano ihre Version des Liedes auf dem Album Von Liebe, Tod und Freiheit.
2016, im Jahr seines Todes, erschien Kiesewetters Autobiografie Fresenhof: Ein Stück von mir, Autobiografie in Anekdoten.